# Synapturanus salseri
Synapturanus salseri és una espècie de granota que viu al Brasil, Colòmbia i Veneçuela.
Està amenaçada d'extinció per la pèrdua del seu hàbitat natural.